# Елистратов, Пётр Матвеевич
Пётр Матвеевич Елистратов ( 22 сентября (5 октября) 1917 года, д. Малышево Нижегородской губернии — 1987 год, г. Саранск) — советский партийный деятель, член КПСС с 1939 года. Член Центральной ревизионной комиссии КПСС (1961—66 гг.). Кандидат в члены ЦК КПСС (1966—71 гг.).

## Биография
Родился в крестьянской семье. По национальности — русский.
В 1938 году был призван на военную службу на Тихоокеанский флот, где занимал должности секретаря бюро ВЛКСМ и редактора многотиражной газеты.
Участник Великой Отечественной войны.
В 1946 году после демобилизации работал вторым секретарем Одесского обкома ЛКСМУ, а с сентября 1946 года по 1949 год первым секретарем Херсонского обкома ЛКСМУ.
Окончил Высшую партийную школу при ЦК КП Украины (1952) и был избран первым секретарем Каховского горкома КП Украины.
С сентября 1954 года по июнь 1956 года — второй секретарь Херсонского обкома КП Украины. С июня 1956 года по январь 1962 года — первый секретарь Херсонского обкома КП Украины.
Неоднократно избирался депутатом Херсонского областного Совета депутатов трудящихся.
На XVII съезде КП Украины был избран членом Ревизионной комиссии ЦК КП Украины, а на XVIII и XIX съездах — кандидатом в члены ЦК КП Украины. Кандидат в члены ЦК КПСС (1966—71 гг.). Депутат Верховного Совета СССР (1958-74 гг.).
С 28 декабря 1961 года по 22 мая 1968 года — второй секретарь ЦК КП Азербайджана.
С 3 марта 1968 года по апрель 1971 года — первый секретарь Мордовского обкома КПСС.
О смещении Елистратова с партийной работы подробно вспоминал Семичастный, Владимир Ефимович.
Попавший в опалу при Брежневе Семичастный, будучи «сослан» с поста председателя КГБ на работу в Киев, оставаясь членом ЦК партии, в 1971 году без приглашения приехал в Москву на предшествовавший XXIV съезду пленум ЦК. Перед пленумом Семичастный встретился с Елистратовым, которого «в ту же ночь увезла „скорая“ — якобы с алкогольным отравлением. Накануне у него в гостях побывали „земляки“ Гейдар Алиев и первый зампредседателя КГБ, бывший председатель КГБ Азербайджана С.К. Цвигун. Из-за того, что мы с Елистратовым часок походили вокруг прудов, возникли подозрения о готовящемся выступлении. И Елистратова не избрали в состав ЦК, а вскоре направили советником в наше посольство в Афганистане. Со временем он вообще исчез из поля зрения…».
По утверждению В.Н. Сергеенкова, Елистратов имел задумку «на пленарном заседании выступить против Брежнева и призвать делегатов голосовать против Генсека», о чём стало известно, он не был допущен на съезд, что объяснили его внезапным заболеванием, а после снят с поста первого секретаря обкома.
С 1971 года служил советником посольства СССР в Афганистане.
Награждён орденами Ленина, Трудового Красного Знамени (28.10.1948), Отечественной войны II степени (11.10.1944) и медалью «За победу над Германией в Великой Отечественной войне 1941—1945 гг.».